# La Maison de la nuit
Pour les articles homonymes, voir La Maison de la nuit (homonymie).
 (décembre 2011).
Si vous disposez d'ouvrages ou d'articles de référence ou si vous connaissez des sites web de qualité traitant du thème abordé ici, merci de compléter l'article en donnant les références utiles à sa vérifiabilité et en les liant à la section « Notes et références ».
La Maison de la nuit (fréquemment typographiée La Maison de la Nuit) est une série de romans fantastiques abordant le thème des vampires, écrite par P. C. Cast et Kristin Cast. La série suit les aventures de Zoey Redbird, une fille de 16 ans qui devient novice (soit futur vampire) et est obligée de se rendre à la maison de la nuit à Tulsa, en Oklahoma, pour finir sa transformation.
La série a été recensée dans le New York Times comme une des meilleures ventes sur 122 semaines consécutives.
La série s'est déjà écoulée à plus de 11 millions d'exemplaires dans le monde et traduite dans 39 pays,.
Fort de son succès les droits cinématographiques ont été achetés par l'entreprise Davis Films,.

## Le monde deLa Maison de la nuit
Note : Dans la langue originale de la saga, au lieu d'écrire vampire avec un « i », les auteurs utilisent la variante orthographique, c'est-à-dire, en l'écrivant avec un « y » (vampyre). Tout au long de la série de livres, cette convention est également appliquée aux mots « vampirique » et « vampirisme ».
Le monde fictif de La Maison de la nuit diffère du nôtre sur un point important : le changement d'homme à vampire prend quatre ans, période durant laquelle les adolescents, connus sous le nom de « novices », doivent aller vivre dans une « maison de la nuit », un pensionnat réservé aux vampires marqués.
Comme cours, ils sont obligés de prendre la sociologie de base pour comprendre les dangers qu'ils devront endurer tout au long de leurs années passées au pensionnat. Car s'il s’avère qu'un jeune n'est pas à proximité constante de vampires adultes, appelés mentors, le jeune mourra ; de sorte que les novices quittent rarement l'école.
Environ un novice sur dix meurt de toute façon, étant donné que leurs organes ne peuvent pas tolérer le changement. Pour ceux qui survivent, il y a une grosse « récompense » de la déesse Nyx — déesse de la nuit et culte des vampires dont Zoey est très proche. L'un des auteurs s'est exprimé sur cela : « Les vampires sont comme Superman, ils sont super magnifiques, ils sont super talentueux, ce sont de super-hommes… »
Les vampires, ainsi que les jeunes novices, ne sont pas détruits par la lumière du soleil comme dans la plupart des romans pour vampires, mais elle est très pénible et irritante, voire dérangeante. Les heures de cours à la maison de la nuit ont donc lieu la nuit.
Quand les novices sont marqués, les contours bleu saphir d'un croissant de lune (symbole de la déesse Nyx et du lien qui l'unit aux vampires) apparaît sur leur front. Quand ils deviennent vampires à part entière, cette marque se « remplit », et le croissant de lune qui n'était jusque-là qu'un contour devient entièrement saphir. Les jeunes vampires reçoivent alors d'autres tatouages, uniques pour chacun d'entre eux, qui s'étendent sur leurs joues et tout le front (ceux-ci représentent généralement un aspect de la personnalité ; par exemple Lenobia, professeur enseignant l'équitation, arbore sur son visage des tatouages ressemblant à des chevaux. Zoey est la première novice à avoir reçu directement le croissant de lune rempli des vampires adultes — de par sa complicité avec la déesse Nyx — tout en restant physiquement une novice. Son croissant de lune entier puis ses tatouages sur le visage qui s'étendent au fil de ses aventures (de ses victoires) sur ses épaules, vers le bas du dos, autour de sa taille, le long de ses bras et de ses épaules, et sur sa poitrine. C'est la toute première novice et par la suite vampire à avoir des tatouages si développés.
Une fois les vampires devenus adultes, ils ont besoin de boire de petites quantités de sang humain, mais la maison de la nuit n'attaque pas les humains pour l'obtenir ; car ce sont eux-mêmes qui leur en donnent s'ils sont consentants. La prise de sang est très agréable et même sensuelle (voir plus) pour le donneur autant que pour le receveur, et peut parfois conduire à un lien très fort, appelé « empreinte », entre les deux personnes (on dit alors d'eux qu'ils ont « imprimé »). L’humain peut alors ressentir les émotions du vampire ou novice et même connaître ou deviner très fortement sa position et dans des cas extrêmes même, aléatoirement, voir ce qu'il voit et entendre ses pensées. Une Empreinte chez deux amants (un vampire et un humain) est considérée comme dangereuse pour diverses raisons, d'une part l'obsession du lien peut entraîner une jalousie maladive voire de la paranoïa ; et d'autre part le plaisir ne cessant d'augmenter il peut conduire à la mort de l'humain par hémorragie/exsanguination ou arrêt cardiaque tant l'extase est grande. Une empreinte peut être brisée par une autre empreinte, mais cause des douleurs inimaginables chez l'humain. Les vampires adultes vivent très longtemps en conservant leur jeunesse (environ vingt ans en apparence). Ils sont beaux, talentueux et peuvent posséder des dons.
En effet, certains vampires, au cours de leur évolution, développent des dons, qui sont dits « obtenus grâce à la déesse Nyx ». Ceux-ci peuvent apparaître dès la transformation finale en vampire adulte, ou bien quand l'humain est marqué (transformation en novice) mais aussi n'importe quand dans la vie d'un vampire, dans une circonstance exceptionnelle souvent, comme une récompense. Ces dons sont assez rares et tous très différents. 
Zoey garde quelques-uns des secrets de ses amis, la forçant à concilier sa nature de vampire et l'amitié. Kristin Cast a déclaré que ces dilemmes moraux ont été inclus parce que : « Ce sont des questions d'adolescents face à ça ». Elle a continué : « Nous n'avons pas peur de discuter de choses qui se produisent réellement ». Comme il arrive à beaucoup d'adolescents de se poser des questions sur ce genre d'exploration de la nature humaine et de l'identité, de son sens, l'essence et les frontières… 
« Former une histoire de roman de vampires des plus contemporaines, tout en créant quelque chose de nouveaux, c'est le point que nous voulions faire […] », a déclaré P. C. Cast, « […] et l'acceptation et la tolérance, et aussi que les adolescents peuvent faire des erreurs et s'en remettre. »

## La religion dansLa Maison de la nuit
Dans La Maison de la nuit la religion est très présente. Pour P.C Cast, elle est dite : « Fortement païenne et wiccane de base, avec un afflux massif de mythes et de légendes amérindiennes ». Dans la société des vampires, la déesse principale est une femme bienveillante nommée Nyx, la déesse de la Nuit, qui, au début de la série, semble avoir un lien proche avec Zoey et lui dit qu'elle sera le mandataire de Nyx dans le château de la maison de la nuit. Les vampires organisent des soirées — une offrande à Nyx explique-t-il dans les livres — pour former un cercle magique pour communiquer avec la déesse de la Nuit ou d'exploiter la puissance des cinq éléments : l'air, le feu, l'eau, la terre, et l'esprit. Certains démons de la mythologie cherokee comme les corbeaux moqueurs, êtres maléfiques mi-hommes mi-corbeaux, jouent également un rôle important dans les volumes ultérieurs, surtout auprès de Zoey.
Dehors, dans le monde humain, le Peuple de la foi est une religion fictive protestante très intolérante. (Dans une interview, P.C Cast a dit qu'elle a calqué le Peuple de la foi sur les pires fanatiques de toutes les religions, et pas seulement le protestantisme.) Le catholicisme joue également un rôle important dans les romans, les corbeaux moqueurs s'associant avec des religieuses catholiques contre Kalona.
L'ambiance religieuse donne à La Maison de la nuit une forte perspective morale. Nyx laisse les vampires et les humains libres de leurs choix. Ce thème prend une importance particulière dans Tentée, où Zoey découvre que, même si elle est la réincarnation d'une femme créée pour aimer Kalona, elle a le pouvoir de choisir ou non de suivre sa précédente incarnation. L'un des personnages meurt parce que Zoey fait le mauvais choix. En outre, dans tous les tomes le thème de l'amour est présenté, dans lequel l'amour doit se battre contre l'obscurité, où la vie est vraiment unique et compte toujours sur l'amour[Quoi ?].

## Résumés
La saga se compose de douze tomes principaux, comme l'avait annoncé P.C Cast sur son blog.
La saga se prolonge depuis 2017 avec une nouvelle série de livres : "House Of Night The Other World Series"  Comportant quatre tomes : 
• Loved
• Lost
•Forgotten
•Found
On y suit à nouveau les histoires de Zoey et de sa bande. Malheureusement ces tomes ne sont pas disponibles ni traduits en France.
Plusieurs hors-série sont également parus :
- La Promesse de Dragon (Dragon's Oath), axé sur la vie passée de Dragon, sorti le 15 janvier 2015 en France ;
- Le Serment de Lenobia (Lenobia's Vow), axé sur la vie passée de Lenobia, sorti le 22 novembre 2012 en France ;
- La Malédiction de Neferet (Neferet's Curse), axé sur la vie passée de Neferet, sorti le 5 mars 2015 en France ;
- La Chute de Kalona (Kalona's Fall), axé sur la vie passée de Kalona, sorti le 4 juin 2015 en France.

The Fledgling Handbook 101 et Nyx in the House of Night sont deux livres qui expliquent le monde qui entoure la saga.
Un jeu de cartes de divination/tarot, à l’effigie de celle comptée dans l'histoire[pas clair], intitulé Wisdom of the House of Night Oracle Cards: A 50-Card Deck and Guidebook a été mis en vente aux États-Unis.

### Tome 1:Marquée
- Titre original : Marked
- Paru le 28 mai 2007 aux États-Unis et le 7 janvier 2010 en France.
- 327 pages.

Dans un monde qui pourrait être le nôtre vit Zoey Redbird, une adolescente presque comme les autres. Un soir après les cours, un jeune homme inquiétant s'approche d'elle et lui dit : « Zoey Montgomery ! La nuit t'as choisie, ta mort sera ta renaissance, la nuit t'appelle ; prête l'oreille a sa douce voix. Ton destin t'attend à La Maison de la Nuit… ! ». À ces mots, Zoey est terrifiée, mais elle le sait, elle doit rejoindre le pensionnat pour former les futurs vampires, ou mourir.

### Tome 2:Trahie
- Titre original : Betrayed
- Paru le 2 octobre 2007 aux États-Unis et le 3 juin 2010 en France.
- 353 pages.

Zoey a trouvé sa place dans la maison de la nuit. Désormais, pour exercer son autorité, elle peut compter sur le soutien sans faille de ses amis et de son petit copain, Erik. Mais un jour surviennent des événements tragiques : des adolescents humains sont assassinés. Tout laisse à penser qu'il s'agit de l'œuvre de vampires rebelles. Zoey a besoin de tous ses pouvoirs pour trouver les coupables, car la mort frappe, impitoyable. Surtout, aura-t-elle le courage d'affronter la terrible trahison, à laquelle elle était loin de s'attendre ?

### Tome 3:Choisie
- Titre original : Chosen
- Paru le 4 mars 2008 aux États-Unis et le 4 novembre 2010 en France.
- 283 pages.

La vie sentimentale de Zoey est un véritable casse-tête : elle n'a plus un, mais trois petits amis ! Et ses ennuis ne s'arrêtent pas là. Pendant que des assassins, humains, sèment la mort dans la maison de la nuit, Lucie, sa meilleure amie, rate sa transformation en vampire. Elle ressuscite sous la forme d'une morte vivante et erre désormais dans les rues à la recherche de sang frais. Zoey doit impérativement trouver un moyen de la sauver. Mais elle ne sait pas comment s'y prendre. Demander conseil à ses amis les plus proches risquerait de les mettre en danger. Son seul appui ? Aphrodite, son ennemie jurée…

### Tome 4:Rebelle
- Titre original : Untamed
- Paru le 23 septembre 2008 aux États-Unis et le 17 février 2011 en France.
- 365 pages.

Zoey vit ses jours les plus difficiles depuis qu'elle est entrée à la maison de la nuit. Abandonnée par ses amis, elle n'a plus personne vers qui se tourner sauf Aphrodite, qui lui confie ses terribles visions : Zoey est la seule à pouvoir empêcher Neferet de déclarer la guerre aux humains. Mais des forces supérieures menacent la jeune vampire : la nuit, elle est attaquée par des corbeaux terrifiants qui annoncent peut-être la résurrection d'un vieux démon. Déterminée à déjouer les plans de la Grande Prêtresse, Zoey a cruellement besoin d'aide.

### Tome 5:Traquée
- Titre original : Hunted
- Paru le 10 mars 2009 aux États-Unis et le 1er juin 2011 en France.
- 376 pages.

Zoey n'est plus seule. Les plans de Neferet pour la séparer de ses amis ont échoué. Tous se cachent désormais dans les souterrains avec les novices rouges. Mais un dangereux allié s'est rangé aux côtés de la grande prêtresse : Kalona, l'ange déchu, beau comme un dieu, mais aussi rusé que le diable. La maison de la nuit tout entière est envoûtée par son redoutable charisme, et personne ne semble se douter de la menace qu'il représente. Plus que jamais, Zoey doit apprendre à déceler le mal ou le bien qui se cache au plus profond de chacun.

### Tome 6:Tentée
- Titre original : Tempted
- Paru le 27 octobre 2009 aux États-Unis et le 3 novembre 2011 en France.
- 404 pages.

Zoey est de nouveau le sujet des visions d'Aphrodite : elle doit se tenir à l'écart de Kalona, l'ange déchu. Mais elle est aussi la seule à pouvoir le repousser, car puisqu'il est immortel il est impossible l'anéantir. Comment la jeune prêtresse va-t-elle concilier ce combat et sa vie amoureuse agitée ? Car jongler entre trois prétendants est très compliqué, surtout lorsque l'un d'eux s'avère être un combattant diablement sexy et capable de déchiffrer ses sentiments. Sans oublier la force malfaisante qui hante les tunnels de Tulsa.

### Tome 7:Brûlée
- Titre original : Burned
- Paru le 27 avril 2010 aux États-Unis et le 2 février 2012 en France.
- 402 pages.

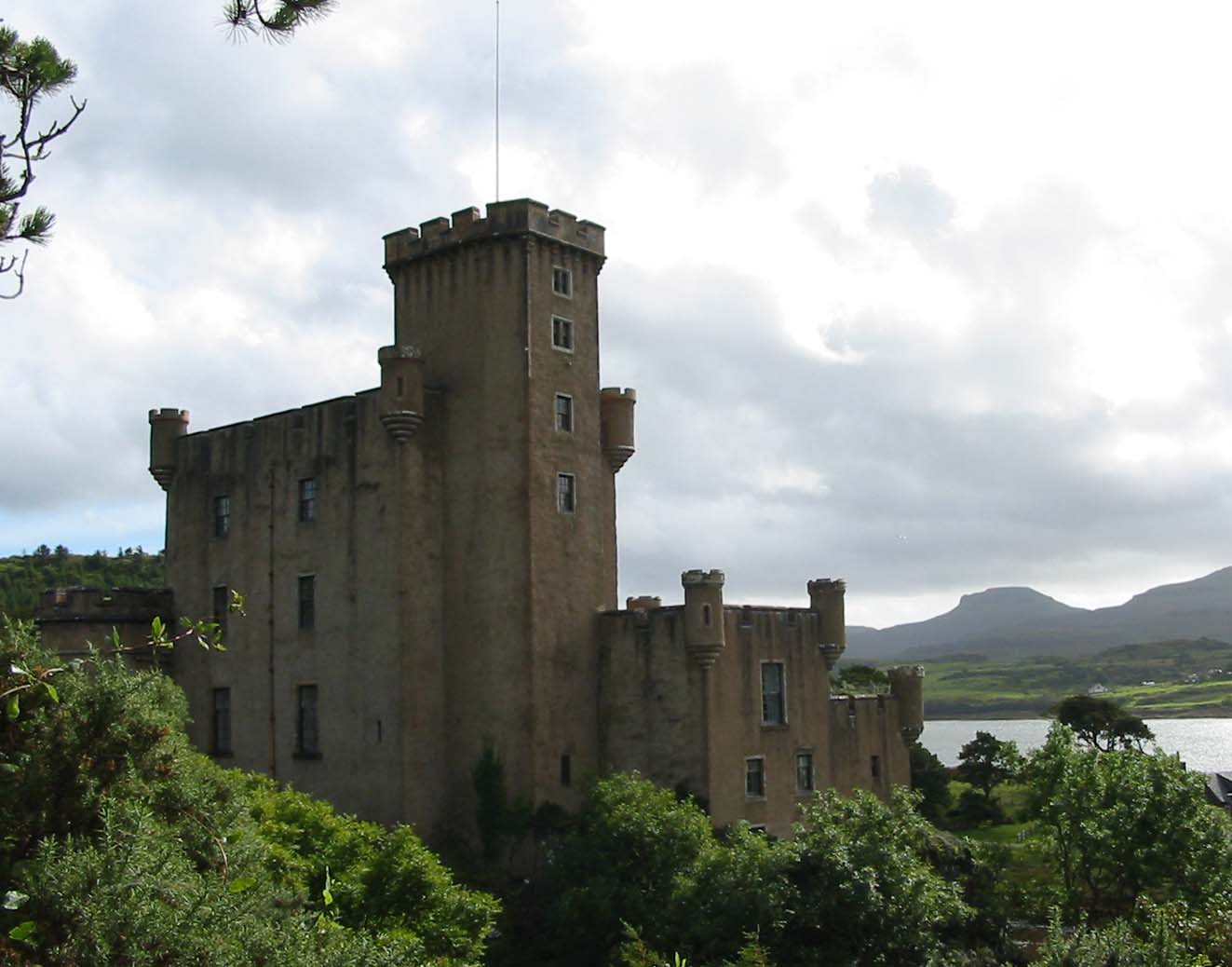
Une grande partie de Brûlée se déroule sur l'île de Skye en Écosse.

Recluse dans le monde des morts à la suite de l'assassinat de Heath, Zoey semble perdue à jamais. D'autant que les novices rouges menacent Lucie, la seule capable de la ramener sur terre. Aphrodite et ses amis sont prêts à tout pour sauver Zoey, mais celle-ci risque d'y laisser sa vie, comme tant d'autres prêtresses avant elle. Son âme restera-t-elle pour toujours prisonnière dans le Royaume de l'esprit ?  Trois amies qui jouent avec le feu. Si elles n'y prennent garde, tout le monde sera brûlé !

### Tome 8:Libérée
- Titre original : Awakened
- Paru depuis le 1er juin 2011 aux États-Unis et le 7 février 2013 en France.
- 336 pages.

Enfin libre ! Zoey a trouvé refuge sur l'île de Skye, auprès de la reine Sgiach. Là-bas, elle semble en sécurité. Mais le danger n'est jamais loin : disculpée par le Conseil supérieur, Neferet a repris sa fonction de grande prêtresse de la Maison de la nuit. Déçue par Kalona, elle invoque les ténèbres et décide de se venger elle-même de Zoey. Si elle ne peut pas la tuer, pourquoi ne pas s'en prendre à l'un de ses proches ?

### La Promesse de Dragon
- Titre original : Dragon's Oath
- Paru depuis le 12 juillet 2011 aux États-Unis et le 15 janvier 2015 en France.

1830. Après avoir été désavoué par son père et Marqué par un traqueur, Bryan Lankford quitte Londres pour les Amériques. Désormais baptisé Dragon, le novice devient maître d'arme à la Maison de la nuit de Tower Grove. Mais alors qu'il développe un amour interdit pour Anastasia, le nouveau professeur de charmes et rituels, voilà qu'une terrible menace s'abat sur la maison de la nuit. Face à ce danger, Dragon doit choisir : faire confiance à ses sentiments pour Anastasia ou céder à ses instincts de combattant.

### Tome 9:Destinée
- Titre original : Destined
- Paru le 25 octobre 2011 aux États-Unis et le 6 juin 2013 en France.
- 464 pages.

Zoey est de retour dans la maison de la nuit avec la ferme intention d'empêcher Neferet de semer le chaos autour d'elle. Ce qui serait plus facile si le Conseil ne fermait pas les yeux sur les desseins maléfiques de l'ancienne grande prêtresse. Zoey et ses amis fondent leur dernier espoir sur l'apparition d'Aurox, un mystérieux et superbe jeune homme. Aucun d'eux n'imagine qu'il scellera leur destin à tous.

### Le Serment de Lenobia
- Titre original : Lenobia's Vow
- Paru le 31 janvier 2012 aux États-Unis et le 22 novembre 2012 en France.
- 154 pages (format de poche uniquement).

France, 1788. Fuyant une vie de misère, Lenobia, 16 ans, embarque sur un navire pour la Nouvelle-Orléans, où elle doit épouser le duc de Silegne. Mais un être démoniaque fait partie du voyage. Rattrapée par son destin, la jeune fille est seule à lutter contre des forces obscures. À moins que l'amour ne croise sa route.

### Tome 10:Cachée
- Titre original : Hidden
- Paru le 16 octobre 2012 aux États-Unis et le 6 mars 2014 en France.
- 488 pages

Zoey a obtenu ce qu'elle souhaitait : les intentions démoniaques de Neferet sont démasquées et le Conseil n'est plus de son côté. Mais Zoey est loin d'avoir terminé sa lutte contre le chaos qui règne dans le monde des vampires. D'autant que Neferet prépare une vengeance terrifiante. La tension est à son comble et même les amitiés les plus solides sont menacées. Le groupe de Zoey pourra-t-il rester uni et contrer l'avancée des ténèbres avant qu'il ne soit trop tard ?

### La Malédiction de Neferet
- Titre original : Neferet's Curse
- Paru le 19 février 2013 aux États-Unis et le 5 mars 2015 en France.

### Tome 11:Révélée
- Titre original : Revealed
- Paru le 15 octobre 2013 aux États-Unis et le 4 septembre 2014 en France.
- 381 pages

Mortellement blessée, Neferet est plus dangereuse que jamais. À cette menace s'ajoute celle de Dallas contre Zoey et ses amis. Et lorsqu'un meurtre ébranle Tulsa, c'est la maison de la nuit que tous montrent du doigt. Zoey sera-t-elle capable de protéger les siens, ou un autre devra-t-il se dresser à sa place ?

### La Chute de Kalona
- Titre original : Kalona's Fall
- Paru le 29 juin 2014 aux États-Unis et le 4 juin 2015 en France.

### Tome 12:Sauvée
- Titre original : Redeemed
- Paru le 14 octobre 2014 aux États-Unis et le 3 septembre 2015 en France.
- 448 pages

Neferet a étendu son pouvoir sur Tulsa et le monde. Seule Zoey peut la défier, en invoquant l'ancienne magie, au risque de tout perdre.

## Personnages
Zoey Redbird
Le personnage principal des livres, même si à partir de Tentée d'autres personnages donnent leurs points de vue. Elle a une affinité avec les cinq éléments : air, feu, eau, terre et l'esprit, et est la plus jeune prêtresse qui ait jamais été donnée à cet ordre de grandeur par la déesse Nyx.
Déesse des vampires et de la nuit
Erebus est son consort et Kalona est son combattant déchu.
Erik Night
Erik Night était l'un des petits amis de Zoey Redbird. Erik a un incroyable talent pour le théâtre. Dans le tome 8, ils deviennent de bon amis. Il est traqueur et a marqué une novice en rouge : Shaylin qui était aveugle et qui arrive désormais à voir.
Stevie Rae (Lucie) Johnson
Meilleure amie de Zoey. Premier vampire adulte rouge et grande prêtresse rouge de l'histoire, car elle est morte puis a ressuscité à cause de Neferet. Elle a également une affinité avec la terre. Elle sauve le corbeau moqueur Rephaïm et en tombe amoureuse en cachette. Ils finissent même par imprimer. Kramisha, leur poète lauréate, écrit des poèmes qui rendent Lucie malheureuse : elle doit avouer les sentiments qu'elle éprouve pour Rephaïm. Après que Nyx a pardonné à Rephaïm ses actes passés, Lucie et Rephaïm vivent leur amour au grand jour. Cependant Neferet l'exclut de la maison de la nuit de Tulsa et Lucie en créé une nouvelle à la gare. Rephaïm est alors son consort.
Neferet
Méchante principale dans les livres, et l'ancienne grande prêtresse de la maison de la nuit, désormais immortelle consort des ténèbres et la reine sorcière de la Tsi Sgili (elle peut tuer des gens par la force de son esprit). Elle libère l'ange déchu Kalona et tente de s'en faire une arme. Elle espère avec son aide écraser les humains et faire des vampires les maitres du monde. Les apparences sont parfois trompeuses, car c'était aussi le mentor de Zoey jusqu'à ce que Sgiach rencontre Zoey. Le court roman La Malédiction de Neferet révèle son passé.
Heath Luck
Petit ami et âme-sœur de Zoey, humain. Ce dernier a imprimé avec Zoey. Il est tué par Kalona après avoir écouté leur sabotage et leur plan pour s'en emparer. Puis, réincarné en Aurox, instrument et arme que Neferet a créé et utilise pour se protéger, il se tourne vers le côté de la Lumière pour sauver Zoey.
Aphrodite LaFont
Pire ennemi de Zoey au début de l'histoire. Oracle et prêtresse avant Zoey. Zoey et Aphrodite sont les seules personnes échappant au pouvoir télépathique de Neferet. Elles s'unissent contre cette dernière et deviennent très complices jusqu’à devenir une amie fidèle et importante. Elle devient la petite amie de Darius.
Kalona
Immortel déchu, il était le combattant de Nyx (qui a rejeté son amour, ce qui l'a entraîné vers les ténèbres). Il est amoureux de A-Ya (Zoey est sa réincarnation), et il est le père de Rephaïm et des autres corbeaux moqueurs. Il est pour le moment encore allié aux ténèbres et à Nyx. Il montra alors un jour son histoire à Zoey : il aimait Nyx et voulait être son amant, mais Nyx aimait Erebus. Alors il fut banni de l'Au-Delà. Dans le tome 9, il éprouve des sentiments depuis longtemps oubliés envers son fils Réphaïm, ce qui conduit à la clémence de Nyx. À la fin du tome, il prête serment comme combattant à Thanatos (qui fait partie du conseil supérieur) et qui a une affinité avec la mort. Dans le dernier tome, on apprend qu'il est le « père » des vampires (il meurt et retourne auprès de Nyx, qui a toujours été sa femme).
Rephaïm
Fils ainé et préféré de Kalona et frère des corbeaux moqueurs. Il est secouru par Lucie et en tombe amoureux. Il la sauve à plusieurs reprises et ils finissent même par imprimer, ainsi il se tourne vers la lumière. Nyx lui pardonne ses crimes passés et lui donne une apparence humaine la nuit mais le jour il se transforme en corbeau en guise de pénitence. Lucie devient alors sa bien-aimée. Malgré cela il ne tourne pas totalement le dos à son père et tente de l'attirer vers la lumière.
Loren Blake
Poète lauréat et professeur de Zoey, en couple avec Neferet, il manipule Zoey pour lui faire croire qu'il est amoureux d'elle. Il agit sur le plan de Neferet (pour qu'elle se sépare de ses amis et d'Erik) puis est tué par elle (ayant avoué qu'il aimait Zoey et elle aussi, à la fois).
Kramisha
Une des novices rouges, poète lauréate de Zoey. Tous ses poèmes sont prophétiques et évoquent tristesses, mensonges, désespoir et amour.
Lenobia
Professeur d'équitation de Zoey. Elle est du côté de Zoey après la trahison de Neferet et est une puissante alliée.
Dragon  Lankford
Le mari d'Anastasia, maître d'armes et professeur de Zoey. Le court roman Le Serment de Dragon va révéler son passé. Il déteste Rephaïm et n'accepte pas, dans le tome 8, son arrivée dans la maison de la nuit. À cause de sa haine envers Rephaïm, il décide de rester avec Neferet à la maison de la nuit de Tulsa. Il meurt pourtant en protégeant Rephaïm de l'obscurité.
Anastasia Lankford
Épouse de Dragon, professeur de charmes et rituels. Tuée par Rephaïm (qui regrette son acte) sous l'ordre de Kalona.
Sylvia Redbird
Grand-mère de Zoey. Sylvia et la mère de Linda (mère de Zoey). Elle est d'origine Cherokee et sent toujours la sauge et la lavande. Elle appelle Zoey, mon petit oiseau et u-we-tsi-a-ge-ya (fille en Cherokee). Zoey et elle ont des liens très forts, Zoey la considère comme sa mère et lui demande souvent conseil. Sylvia aidera Zoey à résoudre la prophétie liée à Kalona et les doutes que sa petite-fille connaîtra face à la réincarnation d'A-ya.
Erin Bates
Elle fait partie du groupe de Zoey. Sa meilleure amie est Shaunee ; elles se considèrent comme jumelles . Elle possède beaucoup de chaussures ! Elle a une affinité avec l'eau. Elle devient la copine de Dallas et laisse tomber la bande dans le tome 10. Elle meurt dans le tome 11.
Shekinah
Grande prêtresse de tous les vampires, elle est tuée par Neferet dans le tome 4 par la force de son esprit.
Shaunee Cole
Elle fait partie du groupe de Zoey. Sa meilleure amie est Erin. Elles se considèrent comme jumelles. Elle a une affinité avec le feu. Par la suite, elle deviendra très proche de Rephaïm ayant elle-même des problèmes avec son père.
Damien Maslin
Il fait partie du groupe de Zoey, il est ouvertement gay. Il a une affinité avec l'air, ce qui est extrêmement rare pour un garçon. Son âme sœur est Jack Twist (fut est tué dans le tome 8 par Neferet et l'obscurité).
James Stark
Gardien et petit ami de Zoey, il a aussi le don de ne jamais manquer sa cible (c'est un archer imbattable). Il se rend dans l'Au-delà pour sauver l’âme de Zoey. Tous deux partagent un lien psychique très fort. Celui-ci semble accepter le fait qu'il ne soit pas le seul homme dans la vie de Zoey et se dit prêt à tout pour la sauver.
Jack Twist
Petit ami de Damien, il a une affinité avec la technologie. Il est tué par Neferet et par le Taureau blanc (symbole de l'obscurité).
Darius
C'est un vampire adulte et mature faisant partie d'une sorte d'élite appelée les Fils d'Erebus, il se met au service d'Aphrodite peu de temps après son arrivée dans la maison de la nuit, devenant son combattant et petit ami.
Shaylin
Première adolescente que marque Erik. Elle était aveugle, mais il lui a rendu la vue. Elle n'a pas eu besoin de mourir et de ressusciter pour avoir un croissant de lune rouge sur le front. Elle a le don de voir l'aura des gens, la vraie vision, et a une affinité avec l'eau. Elle deviendra la petite amie de Nicole dans le tome 11 après que celle-ci ait changé.
Linda Geniss (Montgomery, Redbird, Heffer)
Mère de Zoey. Veuve, elle se marie à un homme qui fera avec elle une famille parfaite. Elle aussi a été tuée par Neferet et par le Taureau blanc (l'obscurité). Zoey déteste l'homme à laquelle sa mère s'est remarié ; faisant partie du Peuple de la foi. Elle croît que sa mère est devenue égoïste avant sa propre mort.
Nala
C’est la chatte de Zoey. C'est grâce à elle si Zoey a pu revoir Heath et Kayla (son ex-meilleure amie) dans le tome 1. Et c'est aussi grâce à elle si Erik a raccompagné Zoey et l'a embrassé.

## Critiques
Véritable best-seller aux États-Unis, la série La Maison de la nuit (House of Night) est depuis plus d'un an en tête de la liste des best-sellers du New York Times.
La série a déjà séduit plus de 11 millions de lecteurs dans le monde et les droits ont été achetés dans une trentaine de pays[réf. nécessaire].
La série s'est vendue à plus de 4 millions d'exemplaires aux États-Unis. En Angleterre, la série a été réimprimée neuf fois avec plus de 200 000 exemplaires vendus et elle figure également sur la liste des best-sellers.
La série a reçu des critiques généralement bonnes, atteignant la 5e position dans les New York Times des meilleures ventes des jeunes-adultes.

## Récompenses
- Romantic Times Reviewers' Choice Award pour le roman Marquée (Young Adult Novel[6])
- Romantic Times Reviewers' Choice Award pour le roman Tentée (Best Young Adults Paranormal/Fantasy Novel[7])
- Goodreads Choice Award pour le roman Brûlée (Favorite Book, Young Adult Fantasy, Favorite Heroine[8])
- Une nomination pour un Teen Read Award dans la catégorie meilleure séries en 2010.

## Adaptations

### Adaptation en comics
Une adaptation graphique de La Maison de la nuit a été publié aux éditions Dark Horse Comics depuis le 9 novembre 2011. Toutes les histoires sont créées et écrites par P. C. Cast et sa fille Kristin Cast, et ne suivent pas fidèlement les romans, car l'action est située entre Marquée et Trahie. Chaque tome de la bande dessinée est lié à un élément différent. Les comics sont dessinés par Joëlle Jones, la couverture par Jenny Frison.